# Estadio de Sarrià
Estadio de Sarrià (kat. Estadi de Sarrià) – nieistniejący już stadion piłkarski w Barcelonie, funkcjonujący w latach 1923–1997. Wybudowany między 1922, a 1923 pod nazwą Camp de la Manigua na potrzeby Espanyolu Barcelona, który w latach 1923–1997 rozgrywał na nim wszystkie swoje mecze w goli gospodarza. Jeden z obiektów, na których odbyły się Mistrzostwa Świata 1982 i turniej piłkarski podczas Letnich Igrzysk Olimpijskich 1992. Zamknięty pod koniec czerwca 1997, ostatecznie wyburzony we wrześniu 1997. W jego miejscu wybudowano część osiedla mieszkalnego.
Przez sympatyków Espanyolu, Estadio de Sarrià był otoczony szczególnym kultem i przez kilka dekad stanowił coś więcej, niż tylko zwykły stadion. Ów fenomen można wytłumaczyć przede wszystkim faktem, że był to pierwszy w historii obiekt należący do klubu (formalnie od 1948). Ponadto jego architektura sprzyjała lepszemu odbiorowi widowisk (stadion typowo piłkarski, trybuny zlokalizowane relatywnie blisko boiska, konstrukcja trybun zapewniała dobrą widoczność z niemal każdego miejsca).

## Lokalizacja
Obiekt zlokalizowany był w dawnej barcelońskiej dzielnicy-gminie Sarrià (stąd jego nazwa), pomiędzy ulicami: Ronda del General Mitre, Carrer de Can Ràbia, Avinguda Diagonal i Carrer de Numancia. Według obecnie obowiązującego podziału administracyjnego Barcelony, teren po dawnym stadionie znajduje się na granicy dwóch dystryktów: Sarrià-Sant Gervasi (dzielnica Les Tres Torres) i Les Corts (dzielnica Les Corts). Granica pomiędzy obydwoma dystryktami przebiega osią ulicy Avinguda de Sarrià, która została wybudowana po zburzeniu obiektu. Kwartał, na którym polokowany był stadion zajmują obecnie wielorodzinne budynki mieszkalne z częścią usługową oraz trzy niewielkie skwery zieleni: Jardins del Camp de Sarrià (w miejscu niegdysiejszego boiska), Placa d'Angel Rodriguez i Jardins del Doctor Castelló, a także droga osiedlowa – Passatge de Ricard Zamora (uliczka Ricardo Zamory). Na skwerze Jardins del Camp de Sarrià znajduje się tablica upamiętniająca dawny stadion.

## Historia

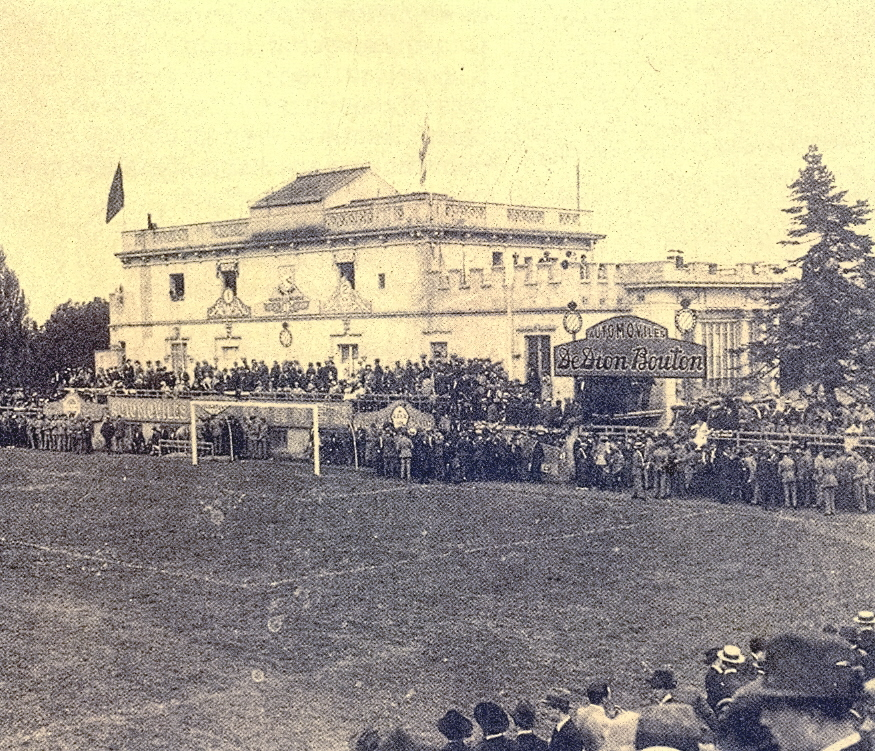
Camp de la Manigua w lutym 1923.

Budowa obiektu o nazwie Camp de la Manigua rozpoczęła się 31 grudnia 1922 pod nadzorem architekta Matíasa Colmenaresa Errei, a koszt wyniósł 170 000 peset hiszpańskich. Według dokumentacji projektowej jego trybuny miały mieć pojemność 40 000 miejsc, jednak upadłość firmy budowlanej spowodowała, że początkowo mieściły jedynie 10 000 widzów. Stadion nie należał do klubu, lecz do rodziny de la Riva (w tamtym czasie prezesem Espanyolu był bowiem Genaro de la Riva i Ruiz, a klub był zbyt ubogi, by sfinansować budowę). Budowa została ukończona bardzo szybko, bowiem mecz otwarcia został rozegrany już 18 lutego 1923, a Espanyol pokonał w nim barcelońskie Unió Esportiva de Sants 4:1 (pierwszego gola zdobył Vicenç Tonijuan i Garcia).
Występując na tym obiekcie klub zanotował pierwszy poważny sukces w swej historii – w sezonie 1928/1929 zdobył bowiem Puchar Króla (ponadto wywalczył szóste Mistrzostwo Katalonii). W tym czasie największą gwiazdą Espanyolu był Ricardo Zamora. 10 lutego 1929, tydzień po finale krajowego pucharu 1928/1929, rozegrano mecze inauguracyjnej kolejki premierowej edycji hiszpańskiej ligi i to właśnie na Estadio de Sarrià padł pierwszy gol w dziejach Primera División. Zdobył go Josep Prat Ripollès (pseudonim Pitus Prat) w 5 minucie zwycięskiego 3:2 spotkania przeciwko Real Unión Irún.
18 lipca 1937 na stadionie Sarrià rozegrano finałowy pojedynek jedynej edycji Pucharu Wolnej Hiszpanii o trofeum Prezydenta Republiki, w którym Levante FC ograło Valencię CF 1:0.
W 1948 nowo wybrany prezydent Espanyolu Francisco Javier (Paco) Saénz y Sáenz wykupił stadion od rodziny de la Riva za 5 milionów peset. Niemal natychmiast zaczęto myśleć o rozbudowie obiektu. W 1951 rozebrano trybunę południową, zaś w 1956 w jej miejscu stanęła nowa. W 1960 zainstalowano reflektory oświetleniowe. W latach 60. XX wieku gwiazdami Sarrii byli legendarni: Ladislao Kubala (1963–1965) i Alfredo Di Stéfano (1964–1966), który w Espanyolu zakończył karierę zawodniczą. Kolejną zasadniczą przebudowę stadion przeszedł w latach 70. XX wieku, podczas prezesury Manuela Mélera Urchagi. W ciągu 12 lat dokończył on rozbudowę trybuny południowej i zmodernizował trybunę północną oraz szatnie, dzięki czemu obiekt został zakwalifikowany, jako stadion-gospodarz MŚ 1982. W 1973 hucznie obchodzono jubileusz 50-lecia istnienia stadionu.
4 maja 1988 na Sarrii zostało rozegrane pierwsze ze spotkań finałowego dwumeczu Pucharu UEFA sezonu 1987/1988, w którym Espanyol ograł 3:0 Bayer 04 Leverkusen z Andrzejem Buncolem w składzie (w rewanżu 3:0 zwyciężyli Niemcy, którzy następnie okazali się lepsi 3:2 w serii rzutów karnych i wywalczyli trofeum).

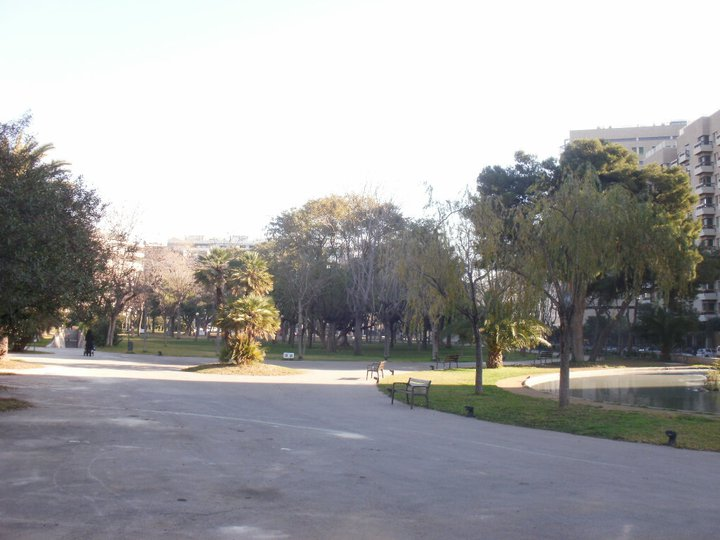
Teren dawnego stadionu Sarrià w styczniu 2011.

Problemy finansowe klubu z początku lat 90. XX wieku zmusiły jego władze do sprzedaży nieruchomości wraz ze stadionem firmie deweloperskiej. Mimo licznych protestów mieszkańców miasta na rzecz zachowania legendarnego obiektu, zapadła decyzja o jego wyburzeniu. Ostatni mecz na stadionie Sarrià odbył się 21 czerwca 1997, w ostatniej kolejce sezonu 1996/1997. Espanyol zwyciężył Valencię CF 3:2, a ostatnia bramkę strzelił obrońca gości – Iván Campo. Teren stadionu został przeznaczony pod budowę osiedla mieszkalnego, a moment wysadzenia trybun - przeprowadzony w dniu 20 września 1997 - był transmitowany w telewizji. Od sezonu 1997/1998 do sezonu 2008/2009 seniorska drużyna Espanyolu wszystkie swoje mecze w roli gospodarza rozgrywała na Stadionie Olimpijskim Montjuïc, a w sezonie 2009/2010 przeniosła się na nowo wybudowany Estadi Cornellà-El Prat (otwarty 2 sierpnia 2009), który pierwotnie nazwano Estadio Nou Sarrià.

### Mistrzostwa Świata 1982
Na przełomie czerwca i lipca 1982 na stadionie Sarrià zostały rozegrane trzy spotkania piłkarskich Mistrzostwa Świata (Hiszpania'1982). W czasie tego turnieju trybuny obiektu mogły pomieścić 43 667 widzów. Wszystkie odbyły się w drugiej rundzie turnieju, pomiędzy trzema reprezentacjami grupy 3: Argentyną, Brazylią i Włochami. Grupa ta została nazwana "grupą śmierci", bowiem znalazło się w niej trzech mistrzów świata, w tym ówcześnie aktualny. Wszystkie trzy pojedynki były niezwykle emocjonujące i atrakcyjne dla kibiców, a każde z nich oglądał komplet widzów. Argentyńczycy nie zdołali obronić tytułu. Najpierw - po wspaniałym widowisku - ulegli 2:1 Włochom, a następnie 3:1 Brazylii (w końcówce tego meczu czerwoną kartkę za brutalny faul otrzymał Diego Maradona). O awansie do półfinału miało przesądzić spotkanie Brazylii i Włoch. Ekipie "Canarinhos" wystarczał remis, jednak Włosi - po niezwykle wyrównanym meczu - pokonali rywala 3:2. Przez brazylijskie media wydarzenie to zostało określone, jako "Tragedia na Sarrii" (port. A tragédia do Sarrià). Bohaterem spotkania był Paolo Rossi, który strzelił wszystkie gole dla "Squadra Azzura". Piłkarz ten zagrał na mundialu tylko dlatego, że skrócono mu karę dyskwalifikacji za udział w aferze korupcyjnej (tzw. Toto Nero).
| 29 czerwca 1982 17:15 UTC+2 | Argentyna · Passarella 83' | 1:20:0raport | Włochy · Tardelli 55' · Cabrini 67' | Estadio Sarriá, Barcelona Widzów: 43 000 Sędzia: Nicolae Rainea (Rumunia) |
|                             |                            |              |                                     |                                                                           |

| 2 lipca 1982 17:15 UTC+2 | Argentyna · Díaz 89' | 1:30:1raport | Brazylia · Zico 11' · Serginho 66' · Júnior 75' | Estadio Sarriá, Barcelona Widzów: 44 000 Sędzia: Lamberto Rubio Vázquez (Meksyk) |
|                          |                      |              |                                                 |                                                                                  |

| 5 lipca 1982 17:15 UTC+2 | Brazylia · Sócrates 12' · Falcão 68' | 2:31:2raport | Włochy · Rossi 5' 25' 74' | Estadio Sarriá, Barcelona Widzów: 44 000 Sędzia: Abraham Klein (Izrael) |
|                          |                                      |              |                           |                                                                         |

### Letnie Igrzyska Olimpijskie 1992
W lipcu 1992 Sarrià była jednym z 5 stadionów, na których rozgrywano spotkania turnieju piłkarskiego podczas Letnich Igrzysk Olimpijskich 1992. Trybuny obiektu mogły wówczas pomieścić 41 000 widzów. Na Sarrii odbyło się w sumie 5 meczów - wszystkie w fazie grupowej (w grupach A, C i D). Najciekawszym z nich był - rozegrany 27 lipca 1992 - mecz drugiej kolejki grupy A pomiędzy Polską i Włochami. Zdecydowanymi faworytami - nie tylko tego pojedynku, ale i całego turnieju - byli "Azzurrini", którzy siedem tygodni wcześniej zdobyli mistrzostwo Europy U-21 (m.in. w 1/2 finału dwukrotnie ograli, ćwierćfinałowych pogromców Polaków - Duńczyków), a w składzie mieli głównie zawodników z klubów Serie A, regularnie grywających w pierwszej reprezentacji. Mecz zakończył się sensacyjnie, bowiem "biało-czerwoni" - po golach: Andrzeja Juskowiaka, Ryszarda Stańka i Grzegorza Mielcarskiego - rozgromili rywala 3:0. Po tym meczu kadra Janusza Wójcika stała się jednym z faworytów turnieju i rozpoczęła drogę do medalu (ostatecznie srebrnego, po przegranym 3:2 finale z Hiszpanią).
| 26 lipca 1992 |  | Szwecja | 0 | - | 0 (0 - 0) | Paragwaj |

| 27 lipca 1992 |  | Włochy | 0 | - | 3 (0 - 1) | Polska |

| 28 lipca 1992 |  | Meksyk | 1 | - | 1 (0 - 1) | Australia |

| 29 lipca 1992 |  | Włochy | 1 | - | 0 (1 - 0) | Kuwejt |

| 30 lipca 1992 |  | Szwecja | 1 | - | 1 (0 - 1) | Korea Południowa |

## Imprezy muzyczne
20 lipca 1988 - w ramach ogólnoświatowej trasy koncertowej pod nazwą A Momentary Lapse of Reason Tour - z koncertem na Sarrii wystąpił zespół Pink Floyd, zaś trzy dni później George Michael podczas Faith World Tour. 12 czerwca 1991 w czasie The Soul Cages Tour na Estadio de Sarrià koncertował natomiast Sting.